# Freccia (1902)
«Фречча» (італ. Freccia) — ескадрений міноносець ВМС Італії початку XX століття типу «Лампо».

## Історія створення
Ескадрений міноносець «Фречча» був закладений у 1899 році на верфі «Schichau-Werke» в Ельбінгу. Спущений на воду 23 листопада 1899 року, у травні 1902 року вступив у стрій. .

## Історія служби
Служба корабля була досить короткою. Есмінець брав участь в італійсько-турецькій війні.
Через 2 тижні після початку війни, 12 жовтня 1911 року, есмінець «Фречча» вийшов з Триполі, захопленого декількома днями раніше. Під час шторму на виході з порту корабель сів на мілину.
Втрат серед екіпажу не було. Як здавалось на перший погляд, корабель отримав незначні пошкодження і легко міг бути відремонтований. Але через декілька днів носова частина корабля несподівано затонула, корабель залишився у напівзатопленому стані.
Відновлення корабля виявилось недоцільним, і він був виключений зі складу флоту.